# Távcső
A távcső távoli tárgyak látószögének felnagyítására szolgáló eszköz. Teleszkóp és messzelátó néven is ismert, ezen elnevezései a görög tele = „messze", „távol” és szkopein = „látni”, „nézni” szavakból (teleszkoposz = messzelátó) származnak.
A távcső kifejezés a szélesebb néprétegek számára az optikai távcsöveket jelenti. Ezek a látható fény tartományába eső elektromágneses sugárzást gyűjtik össze lencsékkel vagy tükrökkel. A lencsés távcsövek összefoglaló neve refraktor, mivel ezek a fénytöréssel (refrakcióval) állítják elő a képet, a tükrös távcsövek pedig a reflektorok (reflexió = fényvisszaverődés). Távcsöveket nemcsak a látható, hanem az emberi szem számára láthatatlan (infravörös, rádió-, röntgen-, gamma-) sugárzások megfigyelésére is kifejlesztettek. A rádióhullámú tartományokban működő eszközöket rádiótávcsöveknek nevezik.

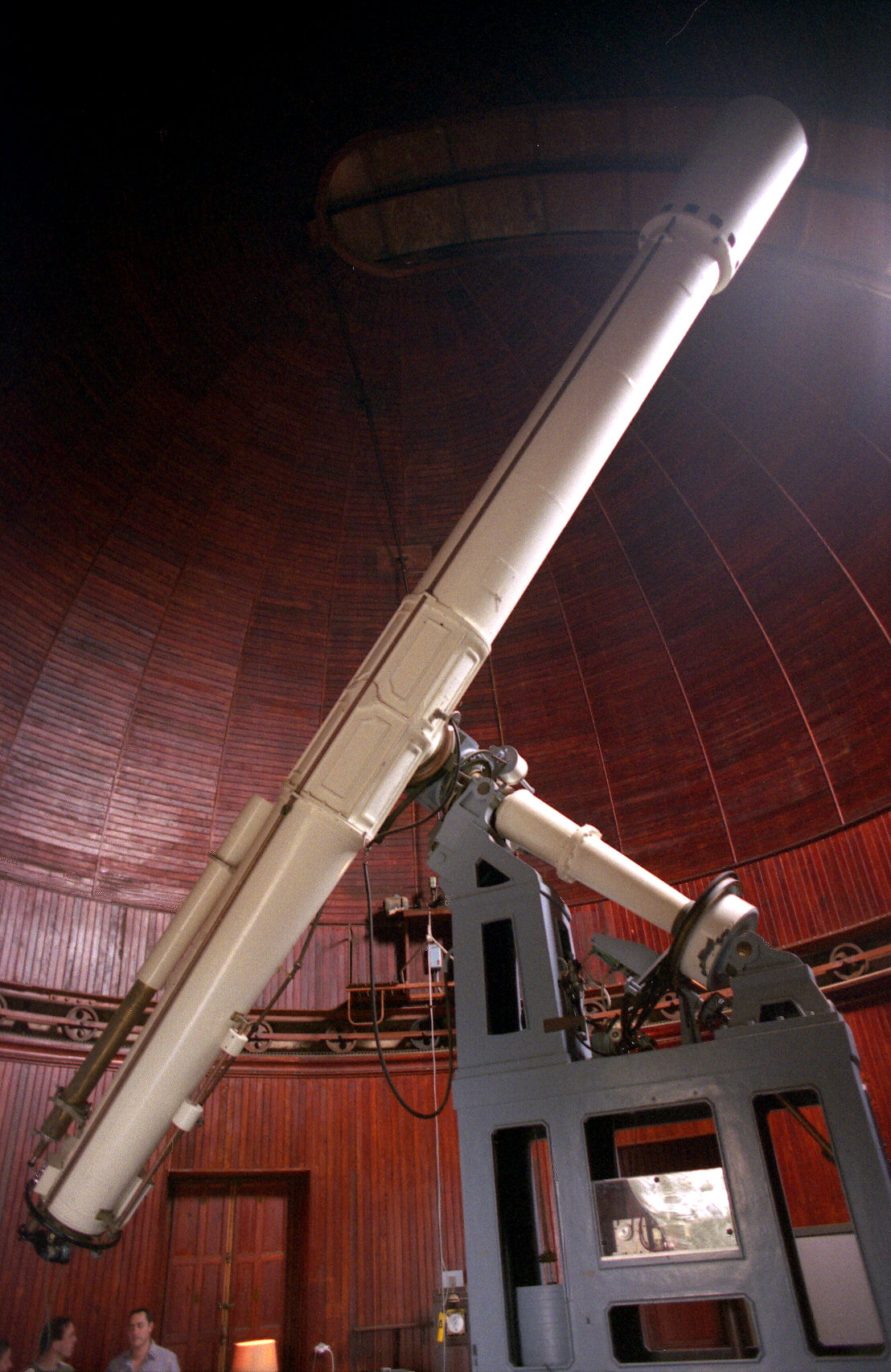
50 centiméteres lencsés távcső (refraktor) a nizzai csillagvizsgálóban

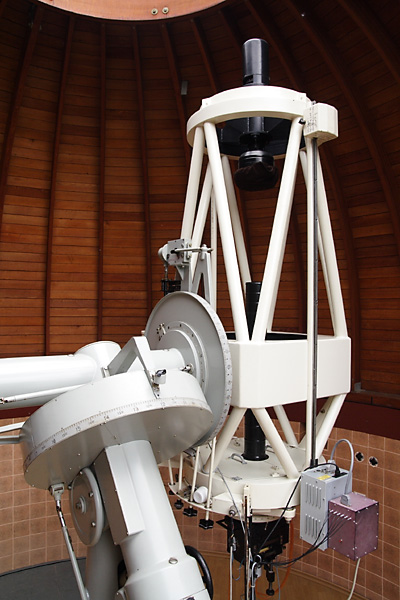
60 centiméteres tükrös távcső Ostrowikban, Varsó mellett

A távcsövek különösen a csillagászatban nélkülözhetetlenek, de gyakran alkalmazzák őket más műszerekben (például teodolitokban, éjjellátó készülékekben) is.

## Története
Már az ókori Asszíriában is viszonylag jó lencséket állítottak elő, de csak feltételezés, hogy ezekből távcsöveket is építettek volna. Az optikai lencséket ismerték az arabok és a perzsák is. Roger Bacon a 13. században írt arról, hogy optikai elemek felhasználásával a távoli tárgyak közelebbinek láttathatók. Leonard Digges angol földmérő 1540 körül már készített olyan távcsövet, amellyel 2-3-szoros nagyítást ért el. Halála után kiadott könyvében, a Pantometriában valószínűleg katadioptrikus távcsövet ír le, teljesen valószínűtlen, hogy azt kísérletezés nélkül, spekuláció útján kitalálhatta volna. Leonardo da Vinci jegyzetei között szerepel egy nagyon pontosan leírt távcső, amelynek még okulárkihuzata is volt (hogy a lencsék távolságát változtatva élesíthesse a képet). Ez olyan praktikus eszköz, amelynek kifejlesztése távcsőkészítő tapasztalatok és használat nélkül szintén nem valószínű.
Az első, biztosan létező távcsöveket Hollandiában készítették 1608 körül; a távcső feltalálását Hans Lippershey-nek (vagy Lipperhey) tulajdonítják, aki 1608. október 2-án kért rá szabadalmi védettséget. Két hét múlva Lipperhey konkurense, Jacob Adriaanszon (majd kicsit később az összetett mikroszkóp feltalálója, Zacharias Janssen) is bejelentést tett, de Lipperhey ismertette meg a világgal az új eszközt, amelyet rövidesen gyártani kezdtek.
Amikor az új találmány híre elért hozzá, Galileo Galilei is megépítette saját, lényegesen jobb távcsövét. Míg a korábbi műszerek nagyjából tízszeres nagyításra voltak képesek, Galilei a maga alaposabb optikai ismereteivel hatvanszoros nagyítást ért el. Az új eszközt 1609 augusztusában, a velencei Szent Márk-székesegyház harangtornyában mutatta be Leonardo Donato velencei dózsénak.
Elsőként Galilei használta a távcsövet csillagászati megfigyelésekhez: vele fedezte fel a Jupiter négy holdját, a Vénusz fázisváltozásait és a Hold hegyeit. Galilei kezdetben perspicillumnak, később telescopiumnak nevezte el az eszközt. Ezeket a korai – domború és homorú lencsékből álló, egyenes állású képet adó – műszereket holland, vagy Galilei-féle távcsöveknek nevezik; napjainkban is hasonló elven működik a hétköznapi életben használt kézi távcsövek többsége.

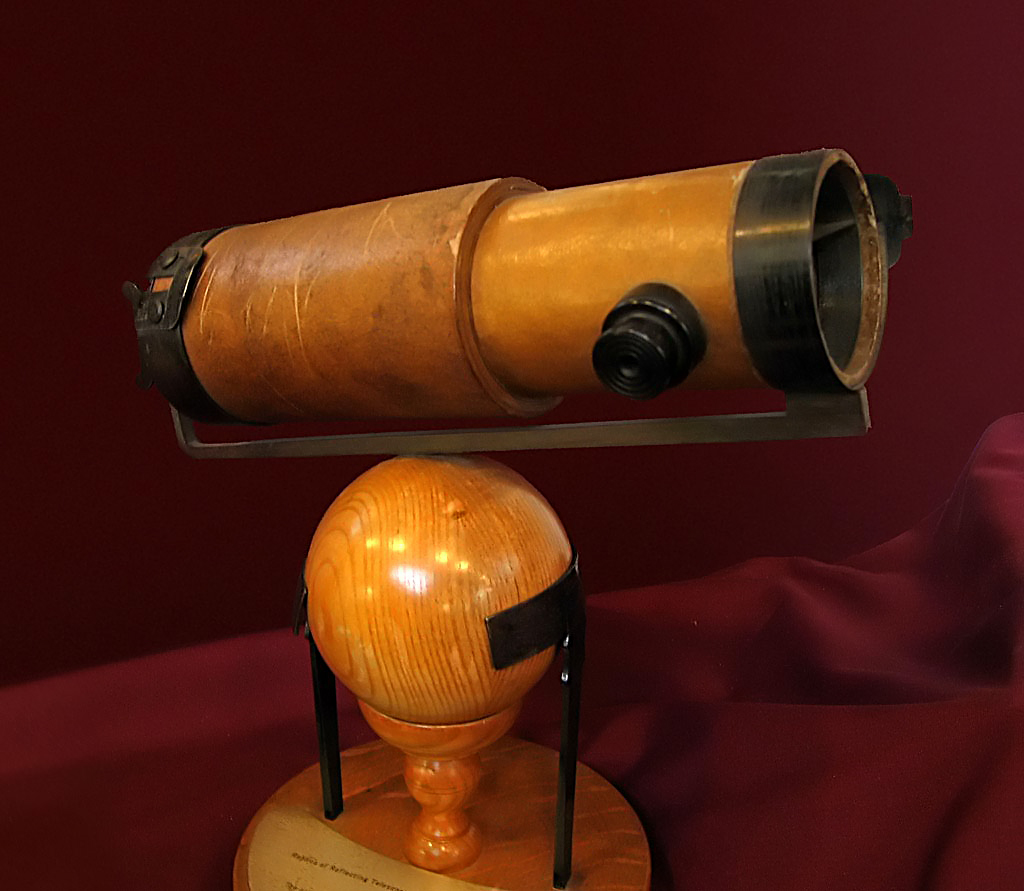
Newton 1672-ben használt teleszkópjának másolata

Johannes Kepler elsőként írta le az optikai lencsék tulajdonságait és használatát az Astronomiae Pars Optica és Dioptrice című könyveiben. Kepler újfajta, két domború lencsét tartalmazó (Kepler-féle vagy csillagászati) távcsövet épített, amely fordított állású képet adott ugyan, de csillagászati célokra alkalmasabb volt elődeinél.
Az első tükrös távcsövet (reflektort) 1672-ben építette Isaac Newton, miután a fénytörés jelenségét vizsgálva ráébredt arra, hogy nemcsak a prizmák de a lencsék is színeire bontják a fehér fényt, azaz a csillagok fehér pontok helyett színes foltok lesznek. Ez az úgynevezett kromatikus aberráció (színhiba) kiküszöbölhető, ha az objektív helyett homorú tükröt használunk. Jelenleg szinte minden komoly, nagy teljesítményű távcső reflektor, mivel a tükröket olcsóbb és egyszerűbb előállítani, továbbá egy méternél nagyobb átmérőjű lencséket gyakorlatilag lehetetlen a szükséges pontossággal előállítani és torzulásmentesen távcsőtubusba szerelni. Napjainkban több, 10 méter körüli tükörátmérőjű csillagászati távcső működik, és megkezdődött a Giant Magellan Telescope építése, ennek átmérője 24,5 méter lesz. A napjainkban tervezett legnagyobb távcső az Overwhelmingly Large Telescope, ennek tükre 100 méter átmérőjű lenne, ha megépülne.
A Newton-féle távcső mára több változatban létezik, de a reflektorok népszerűsége töretlen; a Hubble űrtávcső is tükrös rendszerű. A kisebb távcsövek—műszerek, kamerák, binokulárok — viszont mind lencsések.

## Távcsőtípusok

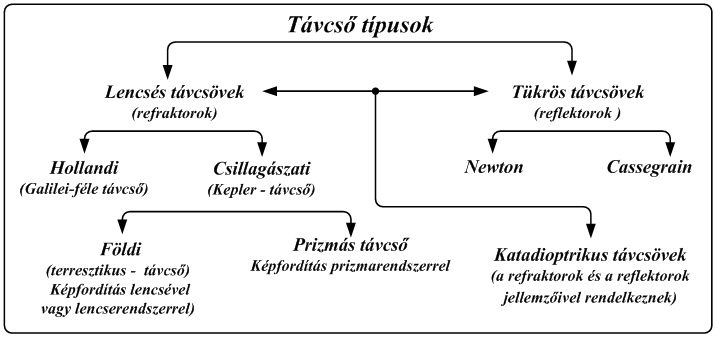

### Lencsés távcsövek
A lencsés távcsövek testesítik meg a távcsövekről alkotott hagyományos képet. Mivel ezek a fénytörés (más szóval: refrakció) elvén működnek, refraktoroknak is hívják őket.
Leképzésük a fénytörésen alapszik: a tárgylencse (objektív) a párhuzamosan érkező fénysugarakat megtöri és a lencse mögötti fókuszpontban egyesíti. A képet a szemlencsén (okuláron) át szemlélhetjük. A leggyakoribb refraktorok átmérője 5–15 cm, fényerejük leggyakrabban f/8 – f/15. Hátrányuk a leképezés többféle optikai hibája:
- szférikus aberráció (gömbi hiba)
- kromatikus aberráció (színhiba)
- kóma hiba (az optikai tengelytől távolabbi pontok képe nem gömbszimmetrikus, hanem almamag alakú folt)
- asztigmatizmus (az optikai tengellyel nem párhuzamosan érkező fénysugár fókusza nem pontszerű)
- diffrakciós hiba (elhajlási hiba; a fényes pontok képe nem pontszerű)
  - diffrakció a távcső kerek belépő nyílásán (a kép egy folt, körülötte egyre halványabb gyűrűkkel)
  - diffrakció a távcső segédtükrét tartó 4 rúdon (amitől a csillagok négyágúaknak látszanak)[5]

E hibák csökkentése érdekében az objektívnek használt egyszerű lencsét egy olyan összetett lencsékre cserélik, amelyekben minimum két, különböző törésmutatójú gyűjtő-, illetve szórólencse kompenzálja egymás hibáit. ezek a két- vagy háromtagú, ún. akromatikus (akromát) lencsék.
A különösen kis színhibájú, ún. apokromatikus (apokromát) objektívek speciális üvegekből készülnek.

#### Hollandi (Galilei-féle) távcső

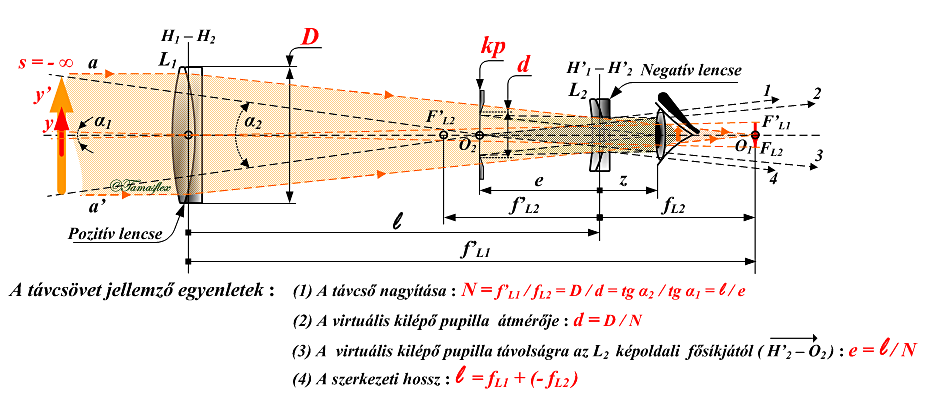
A hollandi vagy Galilei-távcső optikai felépítése

Az első csillagászati megfigyelésre is használt távcső, amelyet hollandi vagy Galilei-távcsőnek neveznek (színházi látcső), egy gyűjtő tárgy- (objektív) és egy szóró szemlencséből (okulár) áll.
A mellékelt ábrán a hollandi vagy Galilei-távcső optikai felépítése valamint a távcsövet jellemző egyenletek láthatóak.
Az eddig megtalált okmányok tanúsága szerint Johannes Lipperhey hollandiai szemüveglencse-csiszoló mester találta fel, ezért nevezik hollandi távcsőnek is. A tévedés onnan származik, hogy Lipperhey az egyik példányt elküldte Galileinek, aki módosította és csillagászati megfigyeléseihez használta.
Végtelenre állított helyzetben az L1 objektív F’ képoldali gyújtópontja egybeesik az L2 okulár F tárgyoldali gyújtópontjával.
Ha az y tárgypontot végtelenben fekvőnek tekintjük, az a – a’ fénysugarak által határolt nyalábon belül fekvő összes sugarak egymással párhuzamosnak tekinthetőek.
Az y tárgypont fordított kicsinyített valódi képe jelenne meg az L1 tárgylencse (objektív) F’ gyújtópontjában, amennyiben a sugarak útjában nem állna az L2 negatív hatású lencse, amely az F’ képpontba tartó sugarakat egymással párhuzamossá teszi (1 – 4 sugarak).
Ezeknek a párhuzamosan széttartó sugaraknak látszólagos kiindulási a pontja az O2 pont amely egyben az okulártól e távolságban fekvő d átmérőjű virtuális kilépő pupilla helyének felel meg.
A kilépő pupilla nem más, mint az okulár által leképzett L1 tárgylencse D átmérőjű belépő nyílásának virtuális képe, amelyen keresztül az y tárgy y’ nagyított képe látható.
Az ábrán láthatóan a kilépő pupilla az okulár és az objektív között foglal helyet.
Mivel ide a szem pupillája nem helyezhető, a látszólagos látómező nagysága sokkal korlátozottabb, mint az egyéb távcsöveké.
A látszólagos látómező nagysága függ a szempupillának az L2 okulártól való z távolságtól, a távcső l építési hosszától, az L1 objektív átmérőjétől, a nagyítástól, az e távolságtól stb.
A fentiekből láthatóan a távcső látszólagos látómezeje sok mindentől függ, ezért nagyon ritka esetben tüntetik fel az 1000 m-re látható látómező két széle közötti távolságot, mint ahogyan ezt teszik a prizmás vagy egyéb távcsövek esetében.
A hollandi vagy Galilei-távcső látszólagos látómezejének számítása eléggé bonyolult, ezért ritkán térnek ki rá a szakkönyvek (lásd: ).
Alkalmazási példák
A hollandi (Galilei-féle) távcsövet széles körben alkalmazzák a legkülönbözőbb optikai műszerekben.
Néhányat megemlítve:
- 1 – Színházi látcső:

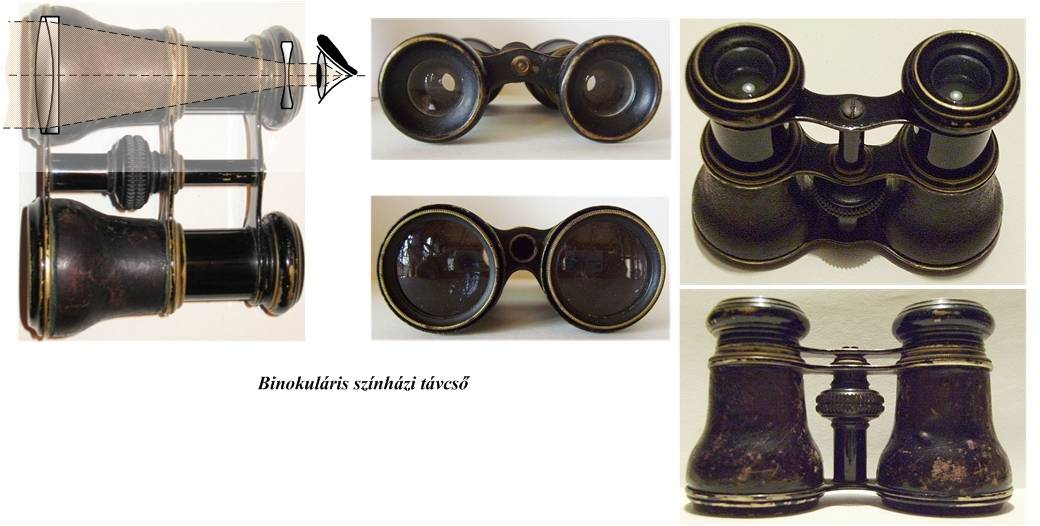
Színházi távcső

- 2 – Galilei-rendszerű távcsőszemüveg
- 3 – Különböző fényképezőgépeknél mint képkereső (Newton – kereső – fordított szerelésű hollandi távcső):

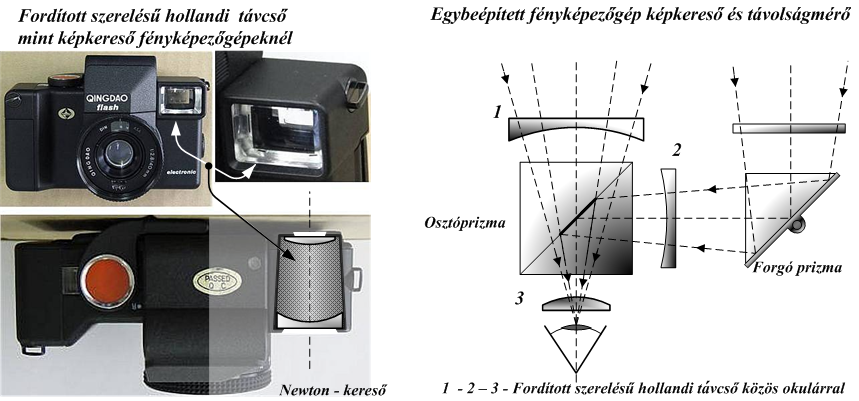
Fényképezőgép képkeresője

- 4 – A sztereó mikroszkópok esetében mint nagyítás váltó optika:

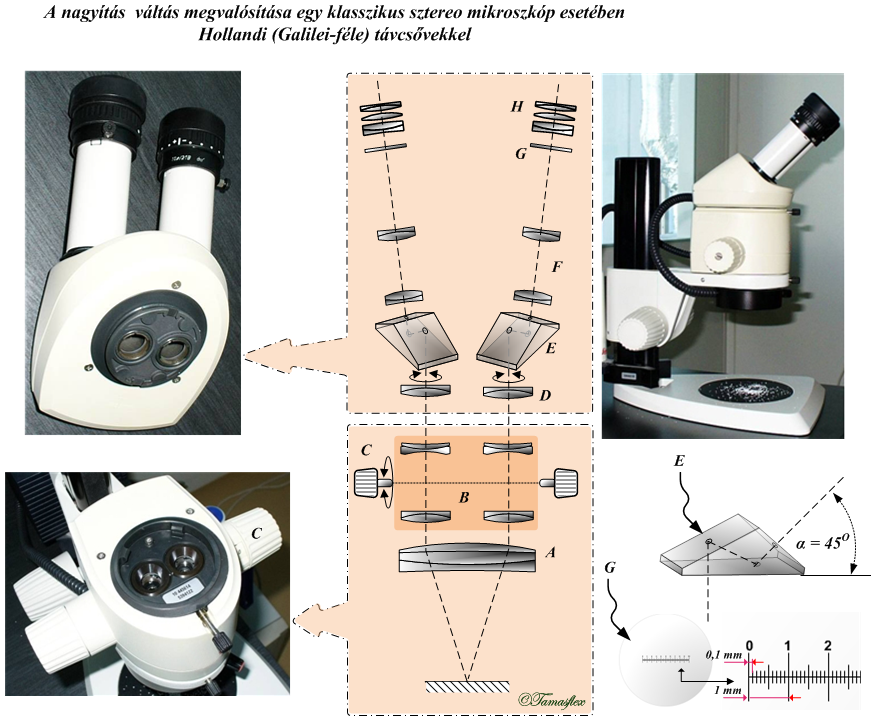
Sztereó mikroszkóp.
A – tárgylencse
B – Forgó dobra szerelt hollandi távcsövek
C – Nagyítás váltó kezelőgomb
D – E – F – G – H – Binokuláris feltét [https://web.archive.org/web/20100625023758/http://www.tavcso.hu/sztereo.php

- 5 – Fotó-, film- és videotechnikában mint tele vagy nagylátószögű előtétek:

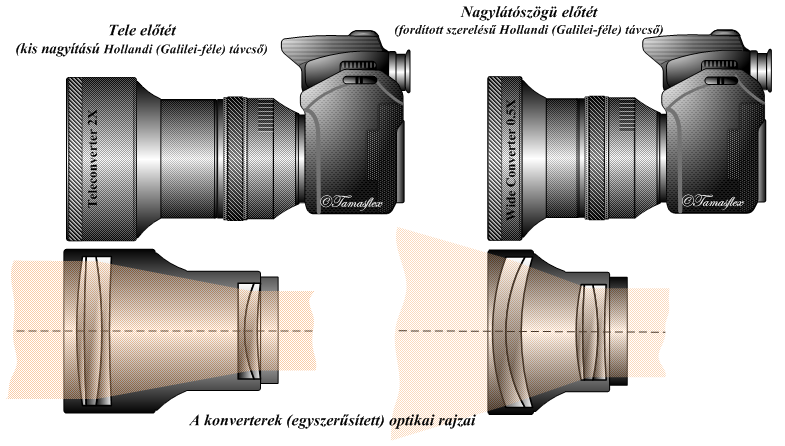
A hollandi (Galilei-féle) távcső alkalmazása a fotótechnikában [http://images.google.ro/images?um=1&hl=ro&tbs=isch:1&q=conversion+lens&sa=N&start=40&ndsp=20

#### Kepler-féle (csillagászati) távcső

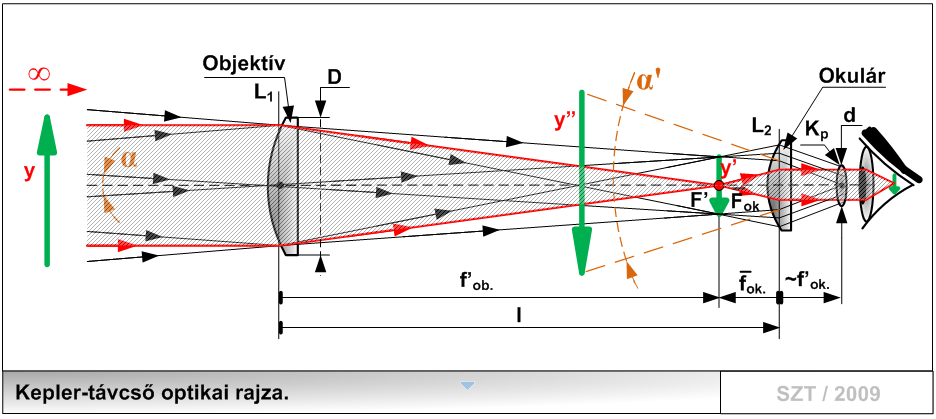

A Kepler-féle csillagászati távcső egy gyűjtő tárgy- és egy ugyancsak gyűjtőhatású szemlencséből áll.
Az L1 objektív (tárgylencse) a végtelenben fekvő y tárgyról valódi (ernyőn felfogható), fordított állású, kicsinyített y’ képet állít elő az F’ képoldali gyújtópontjában.
Ezt az úgynevezett y' köztes képet a lupe (nagyító) szerepét betöltő L2 okuláron keresztül felnagyítva mint virtuális (látszólagos, ernyőn nem felfogható) y" képet szemléljük – akkomodált szem esetében – a végtelenbe vetítve (teleszkopikus rendszer). (Akkomodál = illeszkedik, alkalmazkodik, itt: a szem egy bizonyos távolságra történő élesítése.)
A két lencsét úgy állítják össze, hogy az L1 – L2 lencsék gyújtópontjuk kb. egybeessen.
A távcső hossza (l) a két gyújtópont távolságának összege lesz:
 {\displaystyle (L=f_{1}+f_{2})}
A távcső szögnagyítását az alábbi egyenletek határozzák meg:
{\displaystyle N={\frac {tg\alpha '}{tg\alpha }}} = {\displaystyle {\frac {fob}{fok}}} = {\displaystyle {\frac {D}{d}}}
A D belépő pupilla átmérőjének ismeretében, valamint a d kilépő pupilla dinaméterrel történő megmérésével a távcső(vek) nagyítása egyszerűen meghatározható, anélkül, hogy ismernénk az egyes optikai elemek gyújtótávolságát.

Parallaktikus felállítású Kepler-féle csillagászati távcső
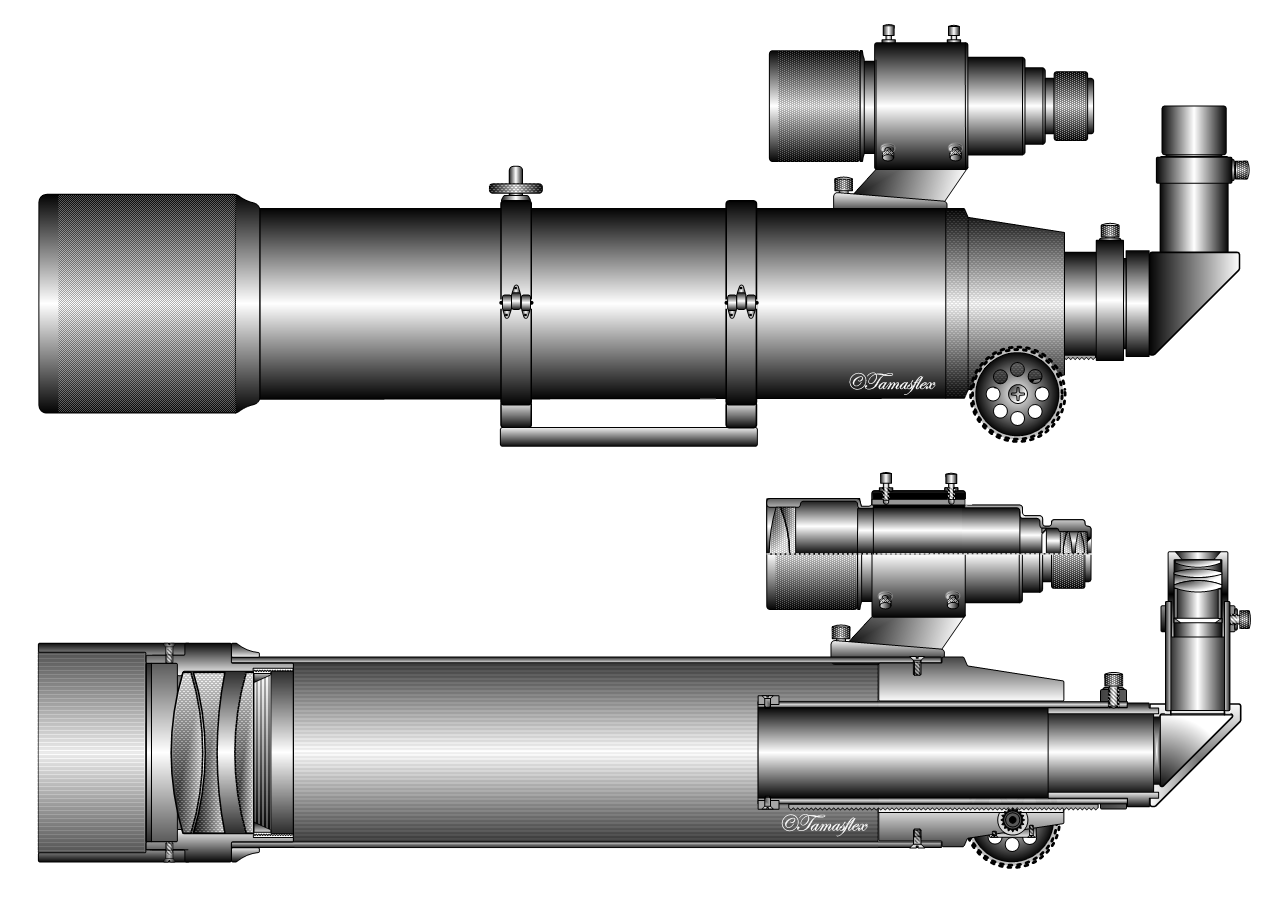
Apokromatikus refraktor
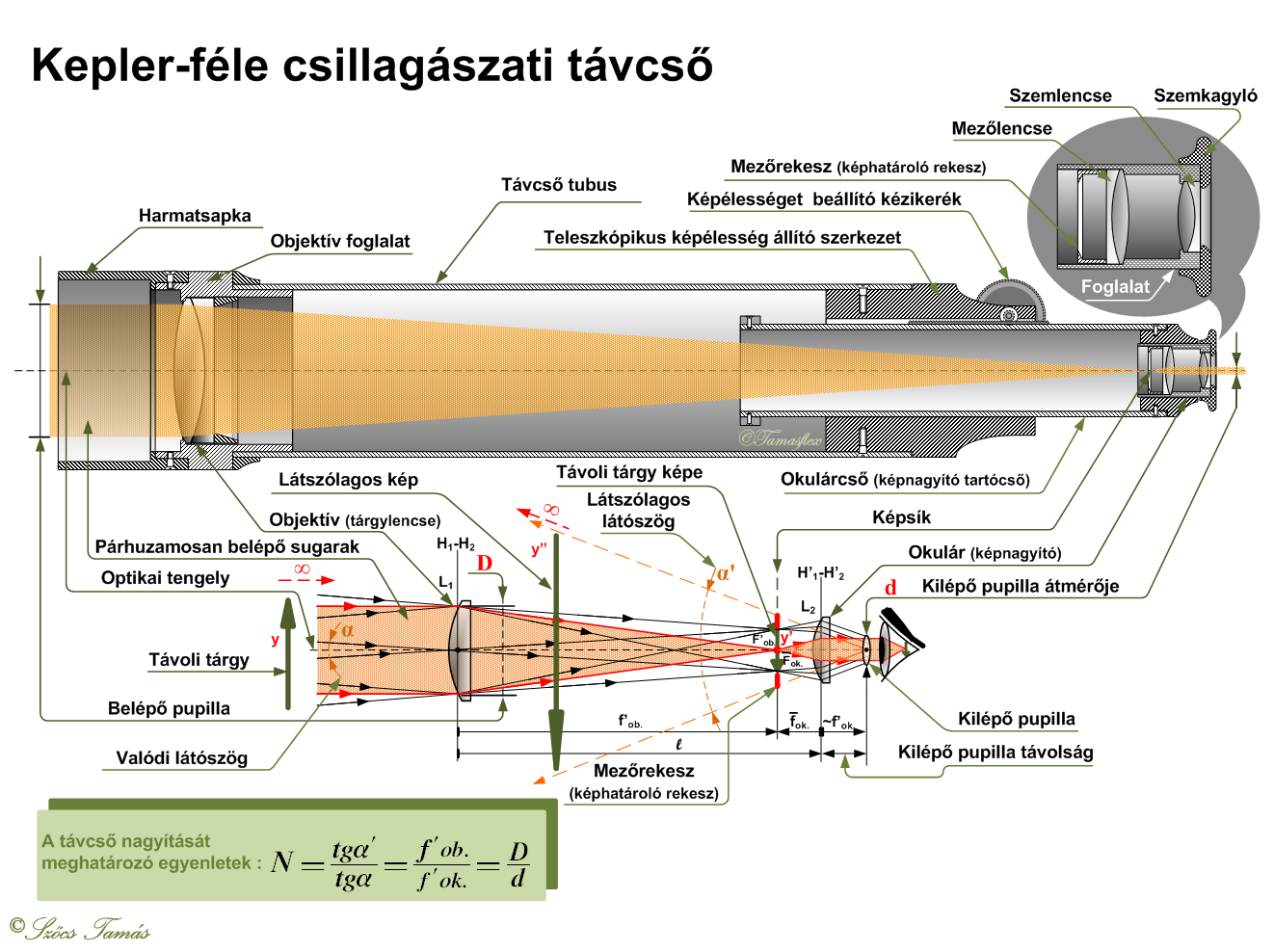
Kepler-féle csillagászati távcső

### Prizmás távcső – binokulár vagy kukker[7]

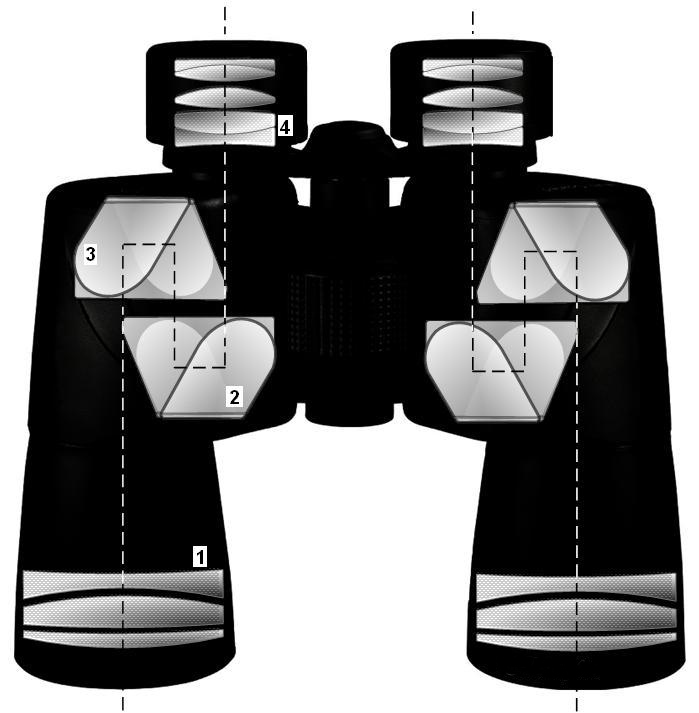
Egy jobb minőségű prizmás távcső Porro rendszerű képfordító prizmarendszerrel

1 – objektív (tárgylencse); 2 – 3 – Porro-rendszerű képfordító prizmarendszer ; 4 – okulár (szemlencse)
A fentebb tárgyalt távcsövek (kivételt képez a Galilei-féle távcső) földi megfigyelés céljára nem alkalmasak, mert fordított állású, azaz fejjel lefelé álló képet adnak. Csillagászati megfigyelésnél ennek nincs jelentősége. A földi távcsövekben (megfigyelő vagy túratávcsövekben) a képet a fényútba helyezett prizmák segítségével megfordítják. A prizma ilyen esetekben nem a színekre bontást szolgálja, hanem a derékszögben álló oldallapok tükörként viselkednek, élesebb képet adva, mint amilyenre a tükrök képesek lennének.
A prizmás távcsőben a képet két teljesen visszaverő, egymásra merőleges prizmapár fordítja meg.
Gyártásra alkalmas kivitelezést Ernst Abbe 1894-ben szerkesztette meg, amelyet a mai napig is alkalmaznak.
Az 1 – tárgylencse a végtelenben (nagy távolságban) álló tárgyról valódi, kicsinyített, fordított képet alkot a gyújtópontjában.
Ezt a képet az úgynevezett Porro I prizmarendszerrel teljesen visszafordítjuk.
A fordítás két menetben jön létre.
A 2 prizma a jobb-bal, míg a 3 a fent-lent helyzetet cseréli fel.
A megfordított oldalhelyes kép az okulár tárgyoldali gyújtósíkjában jön létre.
A gyújtósíkban létrejött képet a továbbiakban az 4 – okulárral felnagyítva nézzük.
Minden binokuláron különböző számcsoportokat tüntetnek fel.
Például 10 x 50
Az első számjegy (10) jelzi a nagyítás mértékét, a második számjegy (50) a tárgylencse (objektív) milliméterben kifejezett átmérőjére utal.
A 10x-es nagyítás a gyakorlatban azt jelenti, hogy egy adott távolságban fekvő tárgyat látszólagosan 10x közelebb fekvőnek látjuk.
A távcsövön még feltüntetik az 1000 m-re látható látómező két széle közötti távolság átmérőjét méterben kifejezve, például: 100 m/1000 m.
A világ különböző gyártói esetenként személyes jelzésekkel is ellátják a távcsövet, például:
1 – ZCF – Zeiss Center Focus
2 – ZWCF – Zeiss Wide Angle Center Focus
3 – BCF – Bausch–Lomb Center Focus
4 – BWCF – Bausch–Lomb Wide Angle Center Focus
5 – MCF – Micron Center Focus
6 – DCF – Dach (Roof prism) Center Focus
7 – DIF – Dach (Roof prism) Individual Focus
8 – BIF – Bausch–Lomb Individual Focus
A fentieken kívül még számos más jelzéssel is elláthatják az egyes távcsöveket (Marine – Waterproof – Rubber stb.).

### Tükrös távcsövek
A tükrös távcsövek (reflektorok) esetében a fénysugaraknak egy görbült felületű (homorú) tükrön való visszaverődése (reflexiója) révén jön létre a kép. A végtelen távoli tárgyról érkező párhuzamos fénysugarak a tükör felületén történő visszaverődés után annak gyújtópontjában fordított állású, valódi képpé egyesülnek. A jó minőségű optikai üvegből készült főtükör felületét alumíniumból, vagy más fémből álló vékony réteggel vonják be, amelyre gyakran egy kvarc védőréteg is kerül.
Kedvező mechanikai tulajdonságai miatt ma már a profi főtükrök az úgynevezett Pyrex üvegből készülnek. Ezen távcsőtípus nagy előnye, hogy mentes a lencsés távcsöveknél (refraktoroknál) fellépő ún. színi hibáktól. A nagy átmérő (nagyobb fénygyűjtő felület) és a jó leképzés miatt kiválóan alkalmasak halvány objektumok (például galaxisok, üstökösök, változócsillagok, stb.) észlelésére. Költséghatékonyság szempontjából körülbelül 20–25 cm felett már csak tükrös távcső építése jöhet szóba. A tükör által a gyújtópontban előállított képet a megfigyeléshez ki kell vezetni a távcső tubusából, ehhez és a kép előállításához többféle tükörrendszert is kifejlesztettek az idők során:

#### Newton-rendszer

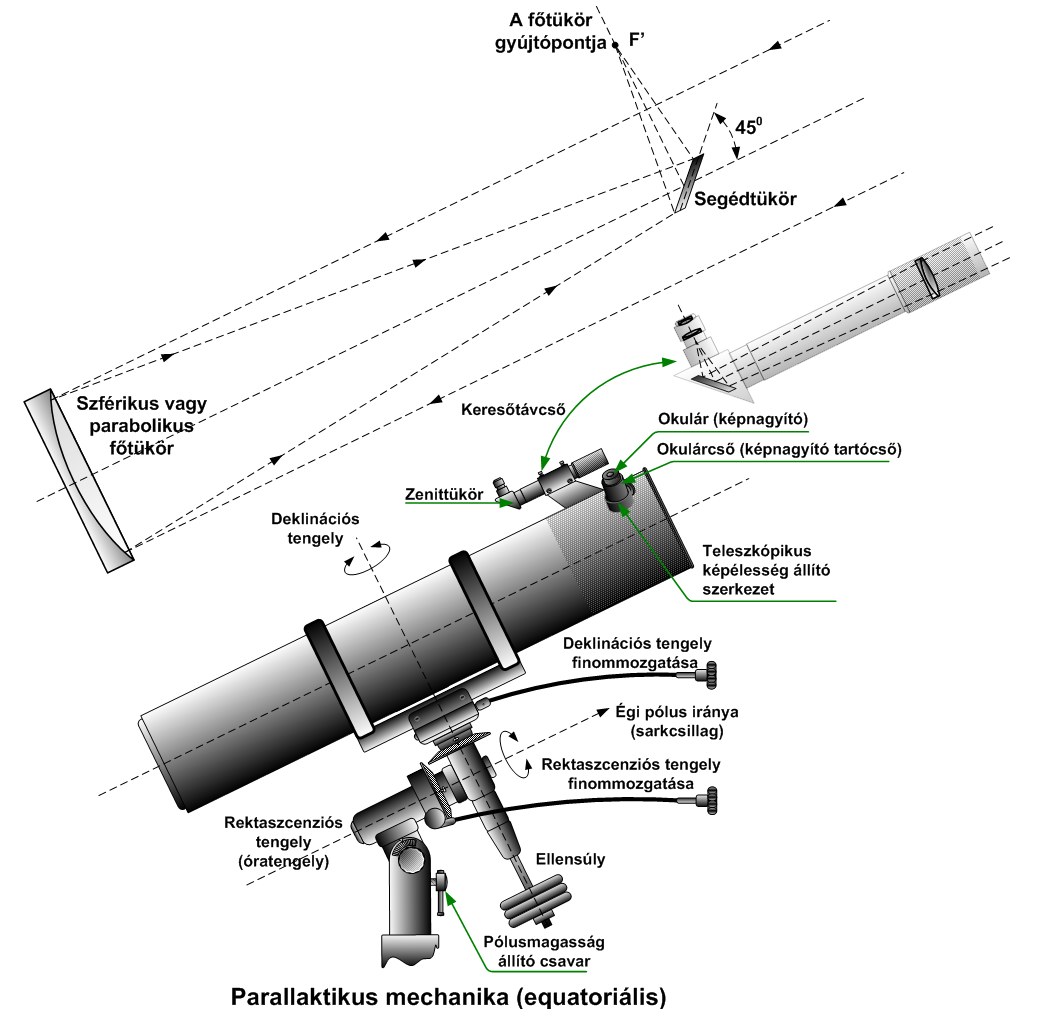
A Newton-rendszerű távcső felépítése

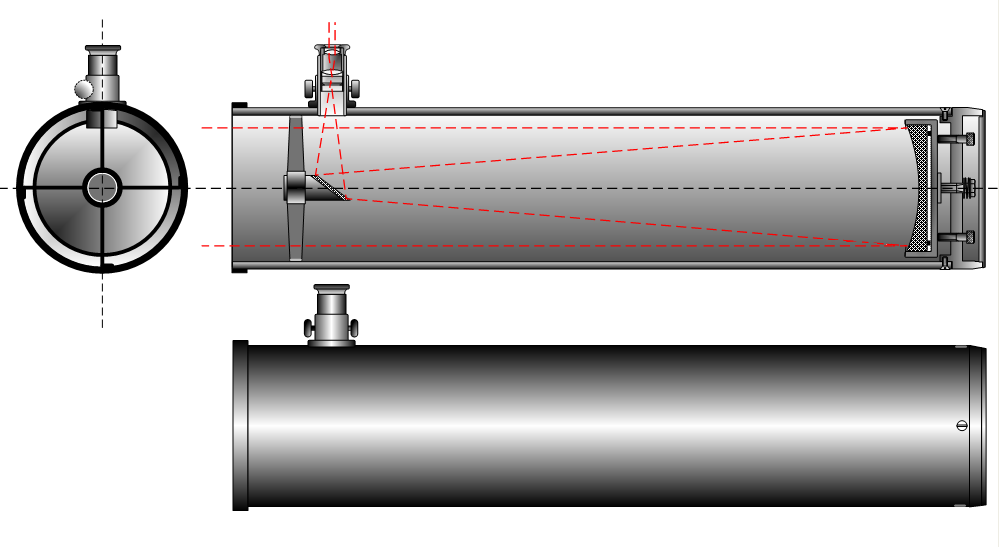
A Newton-rendszerű távcső felépítése

Nevét onnan kapta, hogy az Isaac Newton által készített legelső tükrös távcső is ilyen elven működött. A távcsőtubus belsejében elhelyezett, 45°-os szögben megdöntött síktükör segítségével kivezetik a nagy pontossággal csiszolt homorú parabolatükör (főtükör) által összegyűjtött fénysugarakat a távcső oldalán található okulárba. A beeső fény útjában álló segédtükör méretétől függően 5-10%-ot fed le a látómezőből, ami elfogadható veszteség.
A Newton-rendszerű távcső előnye, hogy felhasználói szempontból nézve az okulár – néhány esettől eltekintve – mindig kényelmesen elérhető. Hátrányuk viszont, hogy nagyon kényesek az optikai elemek pontos beállítására, azonban a beállítócsavarokkal és megfelelő gyakorlattal ez a művelet (jusztírozás) gyorsan elvégezhető. A tubus mozgatására mind parallaktikus, mind pedig az azimutális szerelés alkalmas.

#### Cassegrain-rendszer

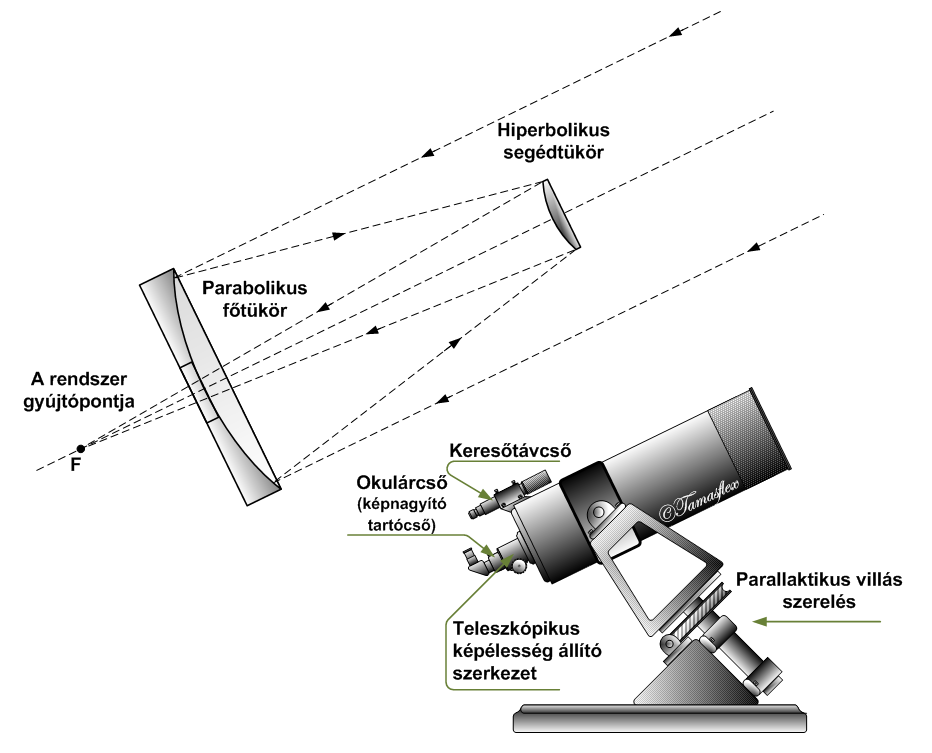
Cassegrain-rendszerű távcső felépítése

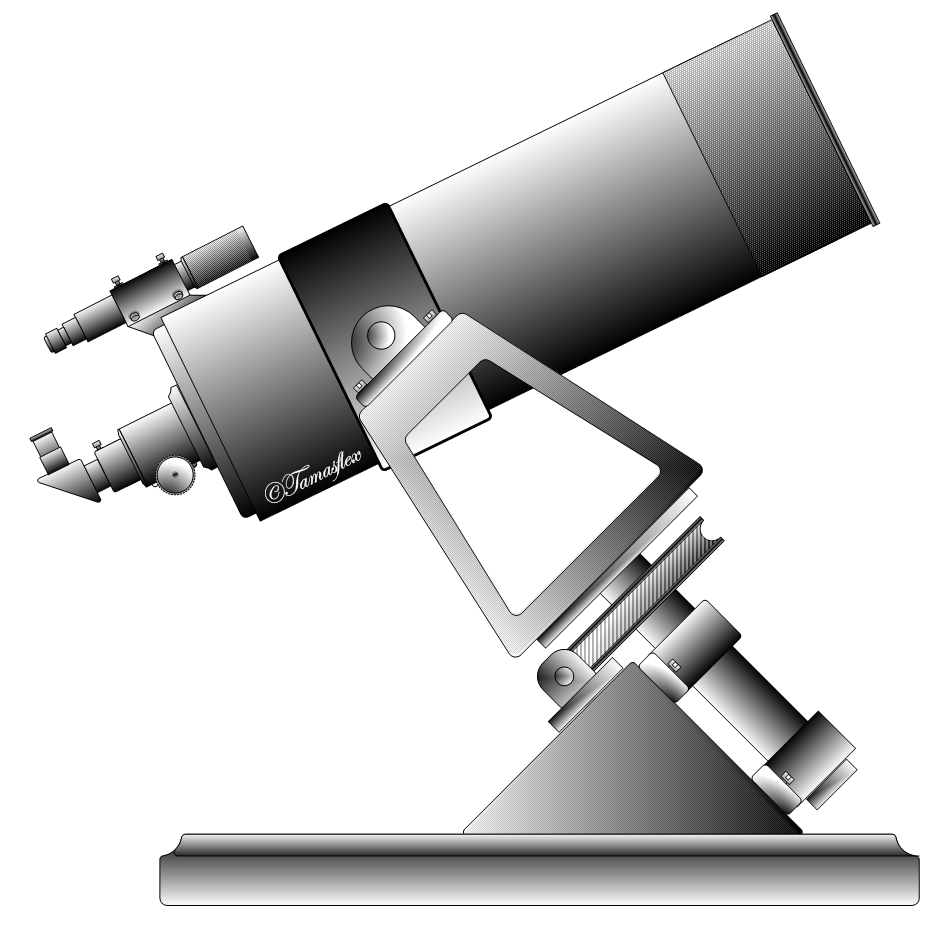
Cassegrain-rendszerű távcső

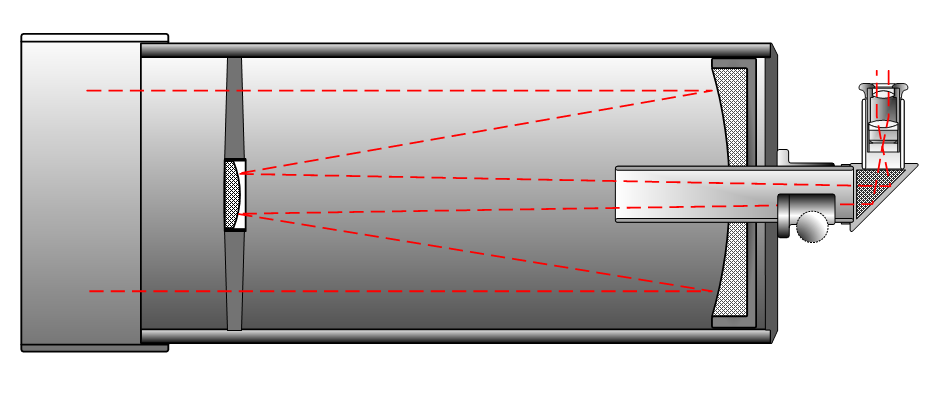
Cassegrain-rendszerű távcső

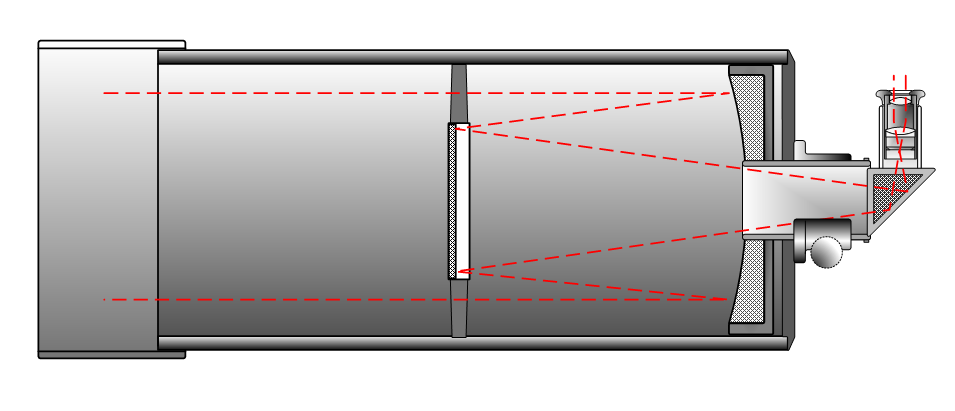
Kvázi Cassegrain rendszerű távcső

A Laurent Cassegrain francia tudós által 1672-ben kifejlesztett rendszerben sík helyett domború segédtükröt alkalmaznak, amely a fénysugarakat a főtükör közepén levő nyíláson vezeti ki, így az okulár – a refraktorokhoz hasonlóan – a távcső végén található. A segédtükör egyébként jelentősen meghosszabbítja a főtükör fókusztávolságát is. A szerelésből fakadó kedvező méretek miatt napjainkban nagyon népszerű rendszer.

#### Kvázi Cassegrain-rendszer
A távcsőben a segédtükör egy síktükör, az átmérője a főtükör átmérőjének a 60%-a, helye a főtükör fókusztávolságának a fele.

##### Ritchey-Chrétien-rendszer
A Ritchey-Chrétien speciális Cassegrain-távcső, melyet George Willis Ritchey és Henri Chrétien fejlesztett ki az 1910-es években. A távcsőnek mindkét tükre hiperbolikus, szemben a Cassegrain-rendszer parabolikus elsődleges tükrével.

#### Gregory-rendszer

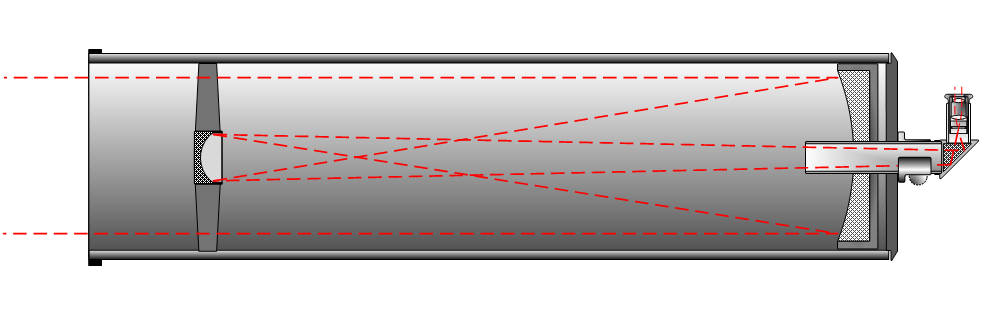
Gregory-rendszerű távcső felépítése

Hasonló a Cassegrain-rendszerhez, de domború helyett ellipszoid alakú, két fókuszponttal rendelkező homorú segédtükörrel van felszerelve. A főtükör fókuszpontja egybeesik a segédtükör első fókuszpontjával, ezért a segédtükör az itt előállított képet áttükrözi a második fókuszpontjába, amely a főtükör közepén levő nyílásban van. Az okulár egyenes állású, oldalhelyes képet állít elő.
A rendszer névadója James Gregory (1638–1675) skót matematikus, csillagász.

#### Klasszikus Schmidt-rendszer
Ezek a tükrös távcsövek Schmidt-féle optikát alkalmaznak. Főleg az égbolt nagy területeinek fényképezésére használják őket. A távcső felső végében – a nagy látómező miatt – egy korrekciós lencse van, amelyen keresztül a fénysugarak a gömbszelet alakú főtükörre esnek. Innen verődnek vissza a fókuszban elhelyezett fényérzékeny lemezre. A keletkező kép azonban nem sík, ezért görbült fényérzékeny lemezt kell használni, így a keletkező kép a lemez széleinél nem torzul. (L. alább: Katadioptrikus távcsövek.)
A rendszernek több változata van:
- Schmidt-Väisälä
- Baker-Schmidt
- Baker-Nunn
- Mersenne-Schmidt
- Schmidt-Newton
- Schmidt-Cassegrain

#### Ferde tükrű (off-axis) rendszerek
A központi kitakarás negatív hatását kiküszöbölendő fejlesztették ki a ferde tükrű rendszereket. Ezeknél a fő- és a segédtükör egymáshoz képest döntött elhelyezésű, így sem a segédtükör, sem annak tartói nem okoznak kitakarást a fényútban. Ezzel jelentős, a lencsés távcsövekéhez hasonló kontrasztjavulás érhető el kromatikus aberráció nélkül. Ilyen rendszerek a Kutter és a Yolo rendszerek.

#### Brachy-féle ferde tükrű rendszer
Karl Fritsch és J. Forster bécsi látszerészek 1876-77-ben kifejlesztettek egy excentric Cassegrain (excentrikus/körhagyó Cassegrain) távcsövet, amelynek a fő- és a segédtükre egyaránt gömbtükör, és amit Brachy-távcsőnek neveztek el. (A Brachy távcsövet gyakran Brachyt távcsőnek is nevezik.) A brachy görög eredetű szó (βραγύς, ejtsd: brahüsz), jelentése: rövid.
A tervezéssel két problémát akartak elkerülni: a főtükör kifúrását és a kitakarást. Az első probléma megoldódott, de a második nem, mert a segédtükör és a rajta lévő csőtoldalék kismértékben ugyan, de keresztezi a főtükörre eső fény útját.
Karl Fritsch megvásárolta egy másik bécsi optikus, W. Prokesch műhelyét, amelyben először csak 106 és 160 mm-es főtükör-átmérőjű Brachy távcsöveket készített, később már készült a műhelyében 203 és 320 mm-es távcső is.
Annak ellenére, hogy Fritsch 1912-ig folyamatosan készített Brachy távcsövet, az nem terjedt el széles körben, Konkoly Thege Miklós viszont nagyon szerette ezt a távcsőfajtát.

#### Folyékony tükrű távcső
Folyamatosan forgatott higany forgási paraboloid felületet vesz fel, ami a csillagok fényét összegyűjti és egy pontba fókuszálja. Ez a folyékony tükrű távcső elve. (angol elnevezése: liquid mirror telescope, LMT). Előnye az üveggel szemben az olcsósága, az ilyen tükör akár tízszer olcsóbb lehet. A folyékony tükör természetéből következően nem képes követni egy objektumot, azonban ez a hátrány digitális technika alkalmazásával kiküszöbölhető.
Egy 6 méteres folyékony tükröt már kiviteleztek (ez a Large Zenith Telescope), tervezési fázisban van egy 4 méteres és egy 8 méteres megvalósítása. Egy NASA-projekt a Holdon 100 méter átmérőjű folyékony tükrű távcsövet képzel el. A 6 méteres folyékony tükröt Paul Hickson tervezte meg, aki fizikát és csillagászatot tanít a British Columbia Egyetemen, a kanadai Vancouverben. Kutatásai közé tartoznak a kvazárok és az aktív galaxismagok, ezeken felül csillagászati műszereket is fejleszt. Számos tanácsadó testületnek tagja, köztük a Gemini Obszervatórium (Chile és Hawaii), és a James Webb űrtávcső (James Webb Space Telescope) tanácsadó testületének is. A tükör tartószerkezetét mintegy 7 fordulat/perc sebességgel forgatják. Mindössze 40 liter higany alkotja a tükör felületét, vastagsága 1,5 mm körüli.
A folyékony tükör koncepciója egyáltalán nem új. Írásban először Ernesto Capocci, a nápolyi Osservatorio Astronomico de Capodimonte csillagásza említi 1850-ben.
Az első gyakorlati leírás Henry Skey-től származik, aki az új-zélandi Dunedin Observatoryban dolgozott. 1872-ben mutatta be laboratóriumában az első folyékony tükröt, melynek átmérője 35 cm volt. 1909-ben hozták létre Észak-Amerikában az első teljes folyékony tükrű távcsövet a Maryland-i Johns Hopkins Egyetem fizikusai. Átmérője 51 cm volt. Építője Robert Wood, aki a későbbiek során még számos folyékony tükröt konstruált. A távcsővel képes volt az ε Lyrae csillagait elkülöníteni egymástól, ami nem kis teljesítmény, mivel 2,3 ívmásodpercről van szó. Ez a távcső ugyanakkor távolról sem volt optimálisan beállítva. A rezgéseket nem sikerült teljesen kiküszöbölni, és a tükör alakja is gyakran „tojás” volt. A gyújtópont is változékony volt, mivel a forgást nem sikerült kellő mértékben stabilizálni.

### Katadioptrikus távcsövek

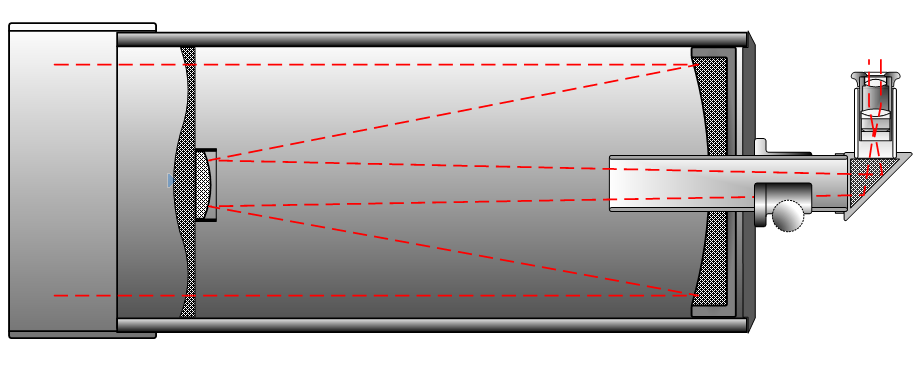
Schmidt-Cassegrain-távcső felépítése

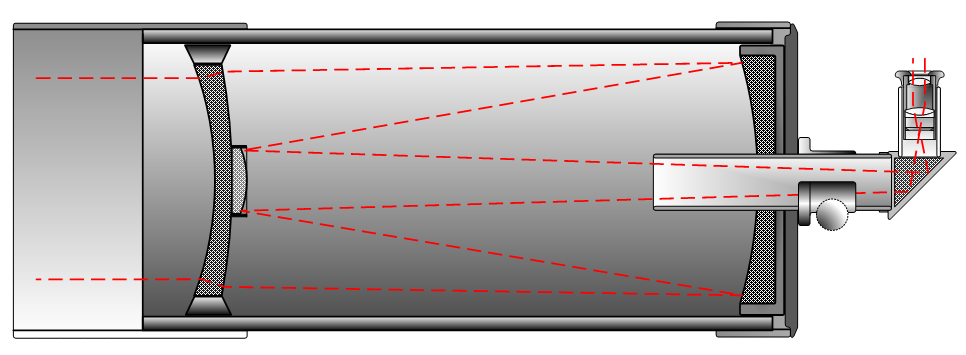
Makszutov-Cassegrain-távcső felépítése

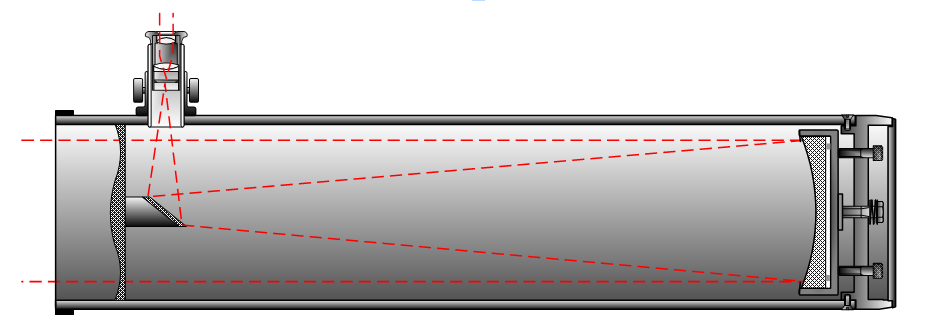
Schmidt-Newton-távcső felépítése

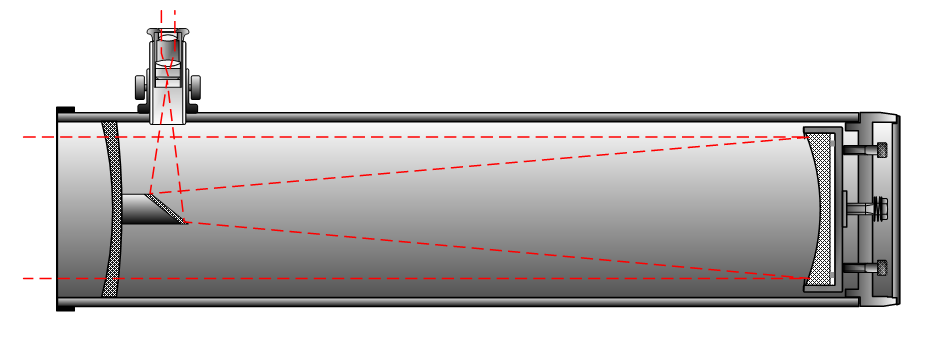
Makszutov-Newton-távcső felépítése

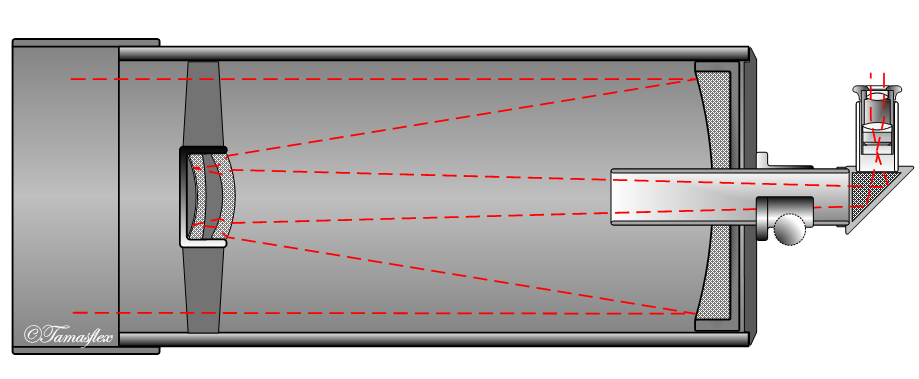
Klevcov-távcső felépítése [https://web.archive.org/web/20090523115325/http://www.telescopes.ru/articles/article1.phtml

A katadioptrikus távcsöveknél az alapvetően tükrös távcső képének javítása, a torzulások korrigálása céljából a fényútba korrekciós lemezt helyeznek el. Leggyakrabban használt típusai:
- Schmidt-Cassegrain-távcsövek
- Makszutov-Cassegrain-távcsövek
- Schmidt-Newton-távcsövek
- Klevcov-távcsövek

A Schmidt-Cassegrain- (SC) és a Schmidt-Newton- (SN) távcsövekben a tubus elején egy csekély görbületű, negyedrendű felületű korrekciós lencse található. A Makszutov-Cassegrain- (MC) rendszerek esetében egy erősen görbült felületű, domború-homorú korrekciós lencsét (meniszkusz) találunk. A korrekciós lencse a segédtükröt is tartja. A Klevcov-távcső esetében a szekunder tükör előtt két- vagy többtagú korrekciós lencse található, melyen a fény kétszer halad át.
Dimitrij Dimitrijevics Makszutov (1896–1964) orosz csillagász fényképezés céljából tervezte a gömbtükörből és a tükör okozta hibák korrigálása céljából használt meniszkusz (domború-homorú) lencséből álló távcsövét, és 1941-ben szabadalmaztatta a Szovjetunióban, 1944-ben pedig a Journal of the Optical Society of America című folyóiratban ismertette azt. Vizuális megfigyelésre készült el a Makszutov-Cassegrain-távcső.

### Nem optikai távcsövek

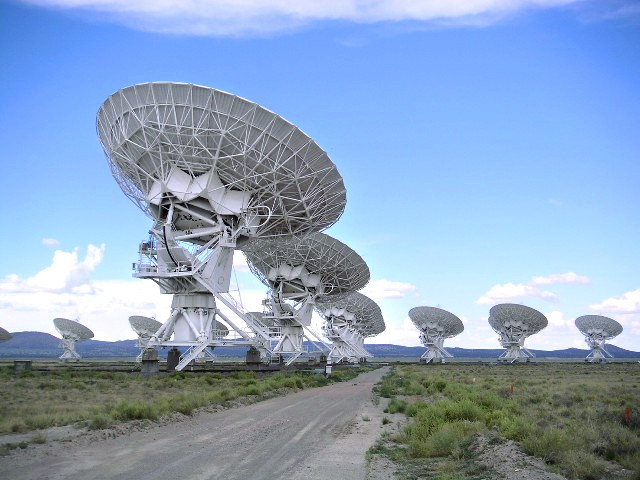
A VLA rádiótávcső-rendszer az Egyesült Államokban (Socorro, Új-Mexikó)

Az elektromágneses spektrumnak nemcsak a látható optikai tartományban, hanem a rádióhullám-, az infravörös-, az ultraibolya-, a röntgen-, és a gammatartományban is jelek érik a Földet. Rádiótávcsöveket évtizedek óta építenek a földfelszínen. Más hullámtartományok jelentős részét elnyeli a légkör. Ezen tartományok megfigyelése a világűrbe juttatott űrtávcsövek segítségével lehetséges.

## Távcsőszerelési módok

### Azimutális szerelés

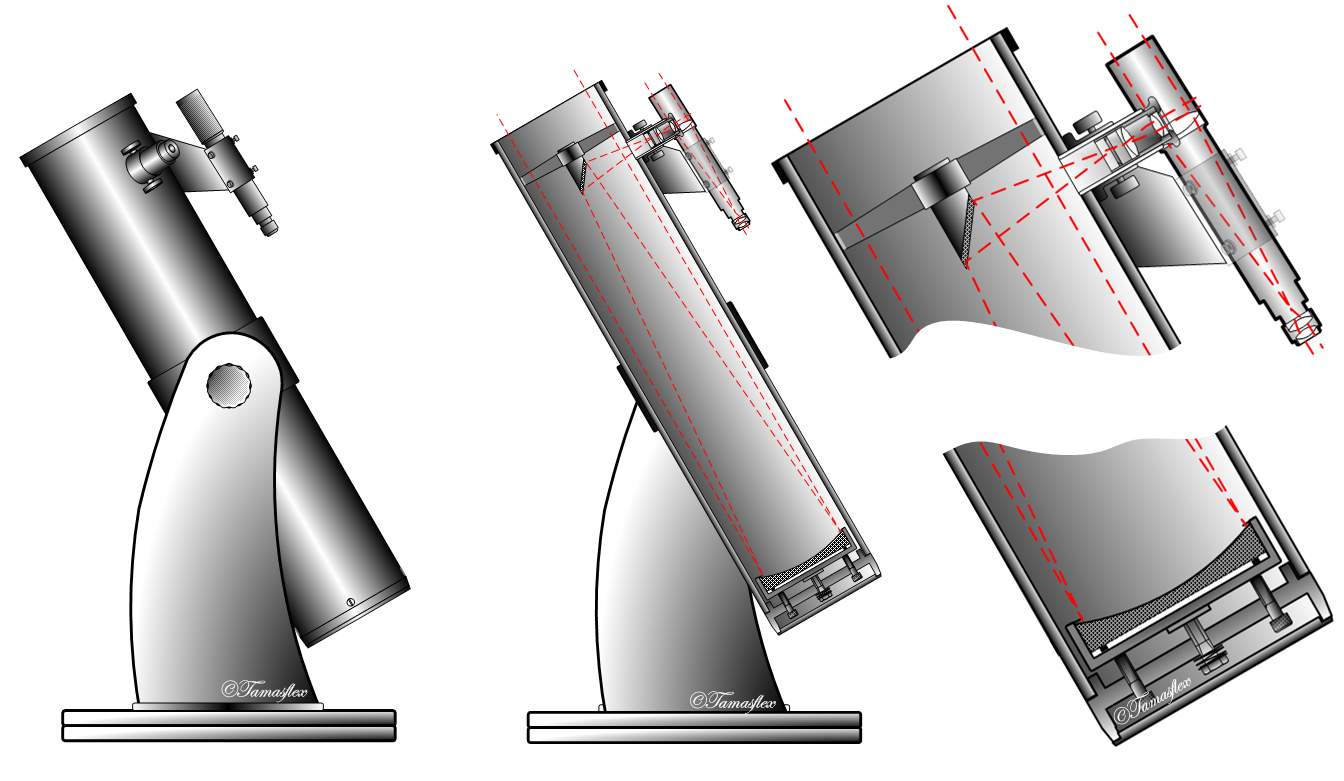
Dobson távcső. Megfigyelés céljára kifejlesztett, egyszerű, könnyen szállítható, azimutális szerelésű csillagászati távcső

Azimutális szerelés esetén a mechanika függőleges és vízszintes tengely mentén mozog. Egyik változata a nagyobb Newton távcsövekhez gyakran használt egyszerű és olcsó Dobson szerelés.

### Parallaktikus szerelés
Parallaktikus szerelés esetében a mechanika szintén két, egymásra merőleges tengelyen mozog. Az egyik tengely úgy van megdöntve, hogy a Föld forgástengelyével párhuzamos legyen (azaz az égi pólusra mutasson). E tengely – az óratengely – megfelelő sebességű forgatása esetén a beállított objektumot mintegy követi a távcső. Ez vizuális megfigyelés esetében is kényelmet ad, fotografikus munkához nélkülözhetetlen, de különböző okok miatt nem elégséges. Könnyen belátható, hogy az óratengely forgási sebessége közelítőleg 360°/24 óra (15°/1 óra stb.) kell, hogy legyen. Valójában az éggömb és a rajta elhelyezkedő elhanyagolható sajátmozgású objektumok egy csillagnap alatt, azaz a középnapnál mintegy négy perccel rövidebb idő alatt tesznek meg egy fordulatot (lásd: Sziderikus idő).

### Villás szerelés
Ezt a szerelést a rövid tubusú távcsöveknél (Cassegrain-, Schmidt-, Makszutov-rendszerek) alkalmazzák. A tubus a villa két ága között helyezkedik el, a felfüggesztés két pontját összekötő egyenes a deklinációs-, a villa kör alakú, elforgatható alapjának tengelye pedig az óratengely. Az égi objektumok követése tekintetében a parallaktikus szerelésnél leírtak érvényesek ennél a típusnál is.
A villás szerelés előnye, hogy könnyű, és szétszerelés nélkül is könnyen szállítható. Hátránya, hogy kevésbé stabil, könnyen beremeg.

## Okostávcsövek
A 2020-as évek első felében jelentek meg a piacon az ún. okostávcsövek, amelyek jellemzően kisméretű, kompakt kivitelű, automatikus vezérlésű („GoTo”), csillagászati képrögzítésre alkalmas speciális teleobjektív-kamerák. Ezek az eszközök egyre népszerűbbek megfizethető áruknak és egyszerű, felhasználóbarát okostelefon-alkalmazáson keresztül történő kezelhetőségüknek köszönhetően, ami nem igényel különösebb csillagászati, égimechanikai ismereteket. Ugyanakkor kezdetben sok kritika érte őket a professzionális asztrofotósok részéről, amiért felhasználóik bármiféle előzetes felkészülés és gyakorlás nélkül egyből képessé váltak segítségükkel látványos csillagászati felvételek készítésére.
Az egyik legnépszerűbb okostávcsőcsalád a kínai ZWO vállalat által gyártott Seestar.

## Űrtávcső
A földfelszínen elhelyezett távcsövek észlelését a felettük elhelyezkedő légkör korlátozza. Ez két módon jelenik meg: a légkör az elektromágneses spektrum bizonyos tartományait engedi át, a többit elnyeli (l. optikai ablak). Az el nem nyelt sugarakat is zavarja a légkör nyugtalansága (l. seeing). Ez utóbbi szabad szemmel mint a csillagok sziporkázása észlelhető.
Távcsövek világűrbe juttatásával mindkét probléma kiküszöbölhető. Segítségükkel nemcsak a látható optikai tartományban, hanem az infravörös, ultraibolya, röntgen- és gammatartományban is folytatható észlelés.